# 北田镇
北田镇是山西省晋中市榆次区下辖的一个镇，位于榆次南部平川与丘陵过渡地带，镇人民政府驻北田村。
北田镇下辖：张胡村、田乔村、小祁村、杨梁村、杜堡村、大伽南村、西墕沟村、西双村、小伽南村、豆腐庄村、小赵村、兴隆庄村、巩村、福堂村、福堂庄村、许曲村、伽西村、南流村、小南庄村、北流村、崇元村、大乔村、朱村、南河村、东卜沟村、梁坪村、东双村、药村、南张村、东祁村、西祁村、北田村、南田村等。